# Marian Kiełbaszczak
Marian Kazimierz Kiełbaszczak (ur. 8 września 1935 w Łodzi, zm. 9 stycznia 2011, tamże) – polski reżyser, scenarzysta i scenograf filmów animowanych, współtwórca „Przygód Misia Colargola”, „Przygód Misia Uszatka”, „Maurycego i Hawranka” oraz „Mordziaków”.
W 1954 ukończył naukę w Państwowym Liceum Sztuk Plastycznych w Łodzi. Był członkiem Stowarzyszenia Filmowców Polskich oraz wykładowcą w Państwowej Wyższej Szkole Filmowej, Telewizyjnej i Teatralnej w Łodzi. Był związany ze Studiem Małych Form Filmowych Se-Ma-For.
Kiełbaszczak spoczywa na cmentarzu komunalnym na Zarzewie.

## Filmografia

### Reżyser
- „Przygody Misia Colargola” (1972–1974)
- „Ewolucja” (1974)
- „Poszukiwanie kuli” (1975)
- „Porwanie kuli” (1975)
- „Przygody Misia Uszatka” (1976–1979)
- „Colargol na Dzikim Zachodzie” (1976)
- „Colargol zdobywcą kosmosu” (1978)
- „Colargol i cudowna walizka” (1979)
- „Piękna filiżanka” (1979)
- „Noma opowieść biblijna” (1980)
- „Dziewczyna i chłopak” (1980)
- „Kolorowy świat Pacyka” (1981–1990)
- „Papierowe konie” (1981)
- „Trzy Misie” (1983–1985)
- „Maurycy i Hawranek” (1987-1988)
- „Mordziaki” (1993-2000)[3]

### Scenograf
- „Ewolucja” (1974)
- „Poszukiwanie kuli” (1975)
- „Porwanie kuli” (1975)
- „Piękna filiżanka” (1979)
- „Noma opowieść biblijna” (1980)
- „Kolorowy świat Pacyka” (1981–1990)
- „Maurycy i Hawranek” (1987–1990)
- „Mordziaki” (1993–2000)
- „Papierowe konie” (1981)[3]

### Scenarzysta
- „Przygody Gapiszona” (1966)
- „Przygody Misia Colargola” (1972–1974)
- „Przygody Misia Uszatka” (1976–1980)
- „Kolorowy świat Pacyka” (1981–1990)
- „Maurycy i Hawranek” (1987–1990)[3]

### Animacja
- „Klient nasz Pan” (1963)
- „Świat w operze” (1966)
- „Przygody Gapiszona” (1964–1966)
- „Worek” (1967)
- „Schoody” (1968)
- „Przygody Sindbada Żeglarza” (1969)
- „Kosmobajka” (1969)
- „Ewolucja” (1974)
- „Poszukiwanie kuli” (1975)
- „Porwanie kuli” (1975)
- „Colargol na Dzikim Zachodzie” (1976)
- „Przygody Misia Uszatka” (1976–1979)
- „Kolorowy świat Pacyka” (1981–1984)
- „Na dnie szafy” (1984)
- „Trzy Misie” (1985)
- „Maurycy i Hawranek” (1987–1988)[3]

## Odznaczenia
Złoty Medal „Zasłużony Kulturze Gloria Artis” (2008)

## Nagrody
- Nagroda Stowarzyszenia Filmowców Polskich za wybitne osiągnięcia twórcze w dziedzinie animacji na Międzynarodowym Festiwalu Filmów Młodego Widza „Ale Kino!” za „Przygody Misia Colargola” (Poznań 1971),
- „Złota Kurka” na Międzynarodowym Festiwalu Filmowym dla Dzieci i Młodzieży za „Przygody Misia Colargola” (Paryż 1972),
- Nagroda Miasta Łodzi dla zespołu realizatorów serialu „Przygody Misia Colargola” (1972),
- Nagroda Prezesa Rady Ministrów za twórczość dla dzieci dla zespołu realizatorów serialu „Przygody Misia Colargola” (1974),
- Wyróżnienie na Międzynarodowym Festiwalu Filmów Ekologicznych za film „Ewolucja” (Ostrawa 1976),
- Dyplom Honorowy za reżyserię i projekty plastyczne na Międzynarodowym Festiwalu Filmów Młodego Widza „Ale Kino!” za „Poszukiwanie Kuli” (Poznań 1977),
- Nagroda Jury Dziecięcego „Marcinek” na Międzynarodowym Festiwalu Filmów Młodego Widza „Ale Kino!” za „Przygody Misia Uszatka” (Poznań 1979),
- Poznańskie Koziołki za scenariusz na Międzynarodowym Festiwalu Filmów Młodego Widza „Ale Kino!” za „Przygody Misia Uszatka” (Poznań 1979),
- Nagroda „Sowietskiego Ekranu” za film „Colargol zdobywcą kosmosu” (1982)
- Nagroda Prezesa Komitetu ds. Radia i Telewizji dla zespołu realizatorów serialu „Przygody Misia Uszatka” (1986),
- Nagroda za plastykę na Ogólnopolskim Festiwalu Filmów dla Dzieci i Młodzieży za „Kolorowy świat Pacyka” (Poznań 1986),
- Nagroda im. Piotra Pawła Lutczyna na Festiwalu Filmów Seryjnych dla Dzieci za opracowanie plastyczne za „Kolorowy świat Pacyka” (Gołańcz 1988),
- Nagroda Głowna na Ogólnopolskim Festiwalu Filmów Animowanych dla Dzieci za „Mordziaki” (Dębica 1993).